# Dumajda
Dumajda (arab. ضميدة; hebr. דמיידה) – wieś beduińska położona w Samorządzie Regionu Misgaw, w Dystrykcie Północnym, w Izraelu.

## Położenie
Dumajda jest położona na wysokości 219 m n.p.m. w północno-zachodniej części Dolnej Galilei na północy Izraela. Leży na jednym ze wzgórz oddzielających Dolinę Bejt Netofa od Zachodniej Galilei i położonej jeszcze dalej na zachodzie równiny przybrzeżnej Izraela. Od wschodu, południa i zachodu wieś jest otoczona przez głębokie wadi strumienia Evlajim, na południe od którego wznosi się wzgórze Har Chanaton (334 m n.p.m.). Na wschodzie jest położony masyw góry Har Acmon (547 m n.p.m.). Okoliczne wzgórza są w większości zalesione. W otoczeniu wsi Dumajda znajdują się miasta Szefaram i Tamra, miejscowości Kefar Maneda, Bir al-Maksur, I’billin, Kabul i Kaukab Abu al-Hidża, oraz wsie komunalne Micpe Awiw i Moreszet.
Dumajda jest położona w Samorządzie Regionu Misgaw, w Poddystrykcie Akka, w Dystrykcie Północnym Izraela.

## Demografia
Stałymi mieszkańcami wsi są wyłącznie Beduini. Według danych z 2011 roku, osada liczyła 418 mieszkańców.

Źródło danych: Central Bureau of Statistics.

## Historia
Pierwotnie w miejscu tym znajdowały się tereny pastwisk koczowniczych plemion beduińskich. W wyniku I wojny izraelsko-arabskiej w 1948 roku cały ten obszar został przyłączony do państwa Izrael. Prowadzona na początku lat 50. XX wieku polityka przymusowego osiedlania plemion koczowniczych, wymusiła na Beduinach zamieszkanie w tym miejscu. Wieś nie była jednak formalnie uznawana przez władze izraelskie aż do 1995 roku. Dopiero od tego momentu była możliwa rozbudowa tutejszej infrastruktury. W 2003 roku wieś uzyskała dostęp do energii elektrycznej oraz kanalizacji.

## Edukacja
Wieś utrzymuje przedszkole. Starsze dzieci są dowożone do szkoły podstawowej w miejscowości Kefar Maneda.

## Kultura i sport
We wsi znajduje się ośrodek kultury oraz boisko do piłki nożnej.

## Gospodarka
Tutejsi mieszkańcy utrzymują się z upraw oliwek. Część mieszkańców pracuje w okolicznych strefach przemysłowych.

## Transport
Ze wsi wyjeżdża się na północny wschód na drogę nr 784, którą jadąc na północ dojeżdża się do wsie komunalnej Moreszet i skrzyżowania z drogą nr 781 (prowadzi na zachód do miejscowości I’billin i drogi ekspresowej nr 70), lub jadąc na południowy wschód dojeżdża się do miejscowości Kefar Maneda.